# Cystocoleus
Cystocoleus är ett släkte av lavar. Cystocoleus ingår i ordningen Capnodiales, klassen Dothideomycetes, divisionen sporsäcksvampar och riket svampar.
|             | Antennulariellaceae                   |
|             |                                       |
|             | Asterinaceae                          |
|             |                                       |
|             | Capnodiaceae                          |
|             |                                       |
|             | Davidiellaceae                        |
|             |                                       |
|             | Euantennariaceae                      |
|             |                                       |
|             | Metacapnodiaceae                      |
|             |                                       |
|             | Micropeltidaceae                      |
|             |                                       |
|             | Mycosphaerellaceae                    |
|             |                                       |
|             | Piedraiaceae                          |
|             |                                       |
|             | Schizothyriaceae                      |
|             |                                       |
|             | Teratosphaeriaceae                    |
|             |                                       |
|             | Scirrhia                              |
|             |                                       |
|             | Baudoinia                             |
|             |                                       |
|             | Friedmanniomyces                      |
|             |                                       |
|             | Phaeotheca                            |
|             |                                       |
|             | Hyphospora                            |
|             |                                       |
|             | Micropustulomyces                     |
|             |                                       |
| Cystocoleus | \| \| Cystocoleus ebeneus \| \| \| \| |
|             | \| \| Cystocoleus ebeneus \| \| \| \| |
|             | Heptaster                             |
|             |                                       |
|             | Limaciniopsis                         |
|             |                                       |
|             | Capnobotryella                        |
|             |                                       |
|             | Capnocheirides                        |
|             |                                       |
|             | Pseudotaeniolina                      |
|             |                                       |
|             | Xenomeris                             |
|             |                                       |
|             | Monographos                           |
|             |                                       |
|             | Comminutispora                        |
|             |                                       |
|             | Toxicocladosporium                    |
|             |                                       |
|             | Rachicladosporium                     |
|             |                                       |
|             | Verrucocladosporium                   |
|             |                                       |
|             | Pseudovirgaria                        |
|             |                                       |
|             | Recurvomyces                          |
|             |                                       |
|             | Elasticomyces                         |
|             |                                       |
|             | Sporidesmajora                        |
|             |                                       |
|             | Hispidoconidioma                      |
|             |                                       |
|             | Cystocoleus ebeneus                   |
|             |                                       |

|  | Cystocoleus ebeneus |
|  |                     |